# 林茂樹
林 茂樹（はやし しげき、1885年（明治18年）8月 - 没年不詳）は、朝鮮総督府官僚。

## 経歴
広島県比婆郡東城町（現在の庄原市）出身。1912年（明治45年）、東京帝国大学法科大学独法科を卒業し、高等文官試験に合格。朝鮮総督府試補、財務局司計課長、専売局製造課長、鉄道局経理課長を歴任した。1929年（昭和4年）、全羅北道知事となり、のち慶尚北道知事に転じた。1931年（昭和6年）に学務局長に就任し、1933年（昭和8年）に退官した。
退官後は、朝鮮殖産銀行理事、朝鮮米穀倉庫株式会社取締役、朝鮮火災海上保険株式会社取締役、漢城銀行頭取、京春鉄道株式会社社長などを務めた。